# جوان هاموند
جوان هاموند (بالإنجليزية: Joan Hammond)‏ هي مغنية أوبرا ومغنية أسترالية، ولدت في 24 مايو 1912 في كرايستشرش في نيوزيلندا، وتوفيت في 26 نوفمبر 1996 في Bowral ‏ في أستراليا بسبب مرض.

## وصلات خارجية
- جوان هاموند على موقع ميوزك برينز (الإنجليزية)
- جوان هاموند على موقع إن إن دي بي (الإنجليزية)
- جوان هاموند على موقع ديسكوغز (الإنجليزية)